# شریف بیاضی
ابوجعفر مسعود بن عبدالعزیز شهرت‌یافته به شریف بیاضی (؟ - ۱۰۷۶) شاعر عراقی سدهٔ پنجم هجری بود که برای وصف‌ها، مدح‌ها و کوتاه‌گویی‌هایش در شعر عربی شناخته می‌شود. 